# Lakehurst
Lakehurst ist ein Ort im US-amerikanischen Bundesstaat New Jersey, rund 100 Kilometer südwestlich von New York City. Das U.S. Census Bureau ermittelte bei der Volkszählung 2020 eine Einwohnerzahl von 2636.
Lakehurst ist Standort eines Stützpunktes der US-Marine, der Naval Air Engineering Station Lakehurst. Aufgrund seiner Geschichte nennt sich der Ort selbst „Airship Capital of the World“.

## Geschichte

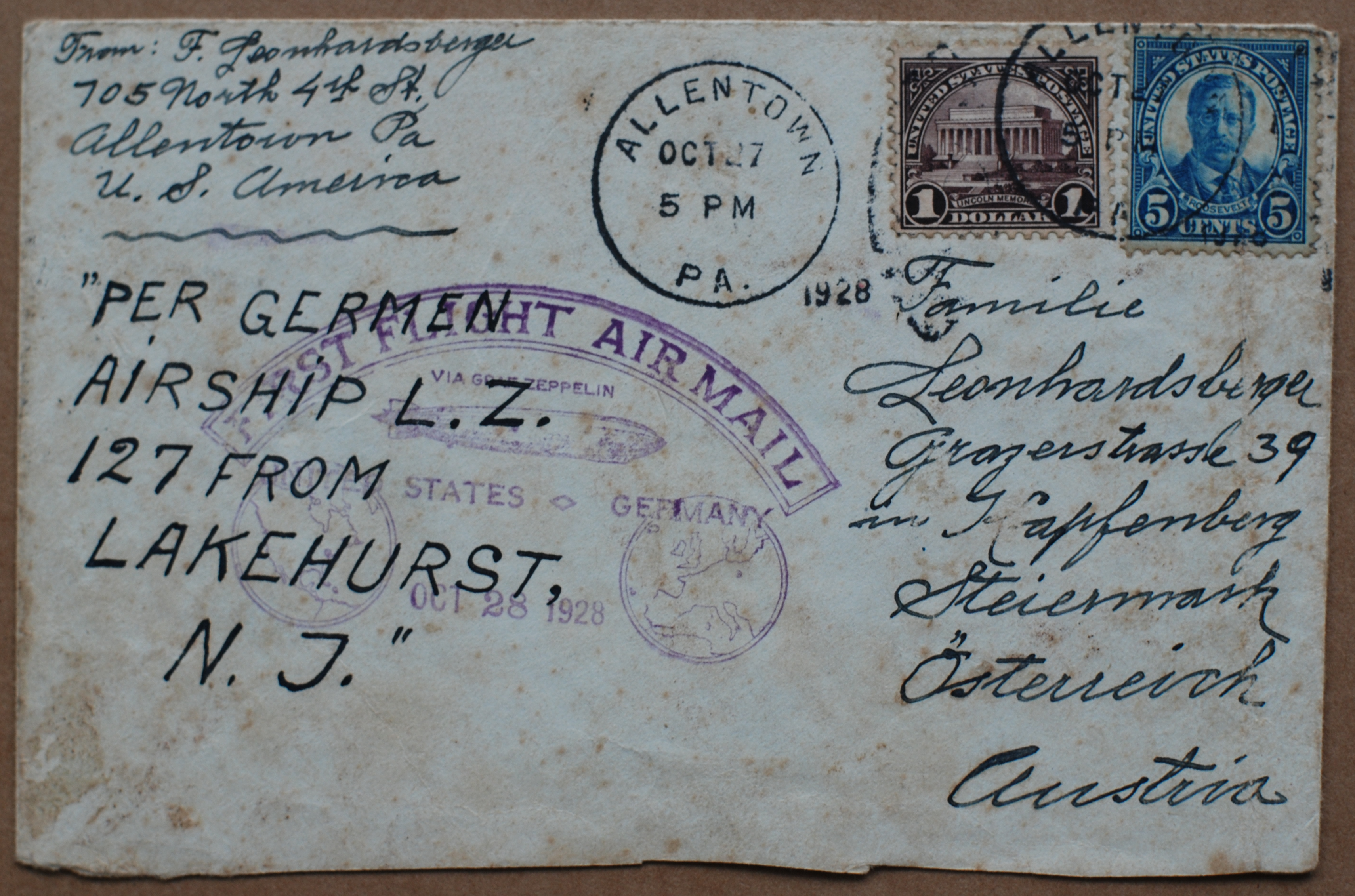
First Flight Lakehurst

Lakehurst wurde 1841 gegründet und war lange Zeit nur ein kleiner Ort, dessen wichtigstes Kapital seine Lage an einer Bahnlinie war. Um die Jahrhundertwende 19./20. Jahrhundert wurde Lakehurst als Kur- und Ferienort bekannt.

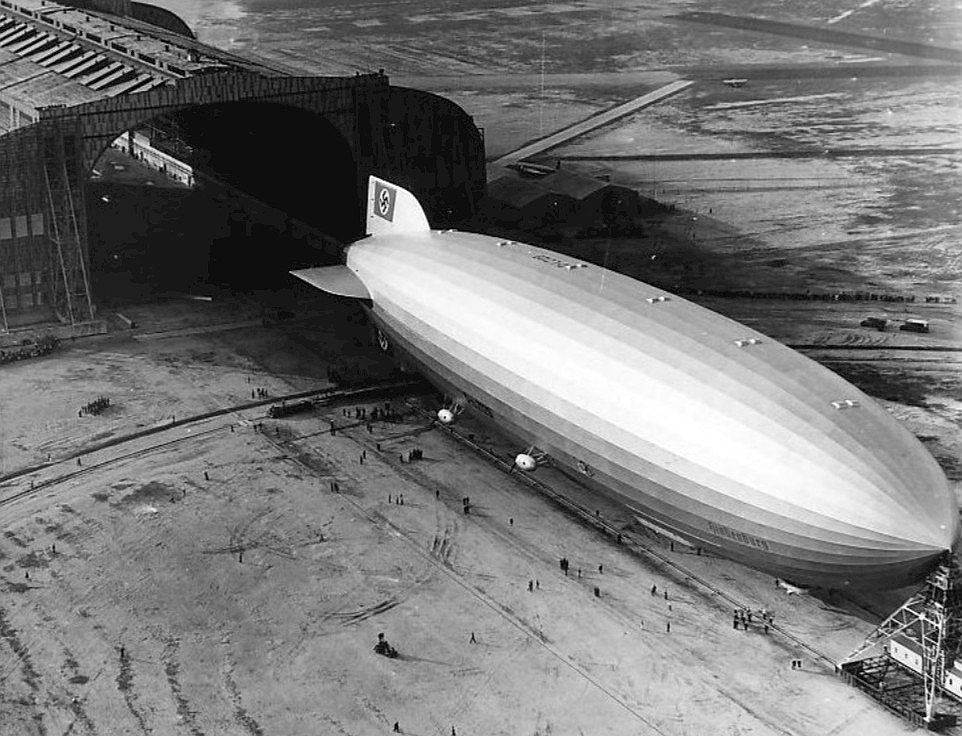
Einfahrt des LZ 129 in den Hangar von Lakehurst nach seiner ersten Transatlantikfahrt 1936

Das spätere Luftschiffhafengelände war seit 1915 Schießplatz einer Munitionsfabrik, ab 1918 Testgelände für Giftgas und Training Camp for the Army Chemical Warfare Service unter dem Namen Camp Kendrick. Nach dem Ersten Weltkrieg wurde es von der Army zum Verkauf angeboten. Am 16. Mai 1919 entschied der verantwortliche Minister der Marine Franklin D. Roosevelt, 688 Hektar Land (1700 acres) in Lakehurst für die Verwendung als Luftschifffeld für die Navy zu kaufen. Hierzu wurde auch ein Hangar errichtet. Lakehurst erreichte Bekanntheit durch die Nutzung als Endhaltepunkt für Linienflüge der deutschen Zeppeline von Frankfurt am Main nach New York City. 1937 ereignete sich hier das Unglück des Zeppelins LZ 129 „Hindenburg“, seitdem entfiel dieser Verkehr.
Lakehurst blieb auch nach dem Zweiten Weltkrieg Luftschiff-Stützpunkt für US-amerikanische Prallluftschiffe, unter anderem zur Luftraumüberwachung im Kalten Krieg.

## Söhne und Töchter
- Juice Newton (* 1952), Country-Popsängerin
- Richard Shindell (* 1960), Folk-Musiker und Singer-Songwriter